# Flipper contro i pirati
Flipper contro i pirati (Flipper's New Adventure) è un film del 1964 diretto da Leon Benson. È il seguito de Il mio amico delfino (1963).

## Trama
Sandy Ricks scopre che il suo amico, il delfino Flipper, sta per essere trasferito in un acquario e fugge assieme all'animale in mare aperto. Giunti su un'isola deserta dovranno vedersela con tre feroci pirati che hanno preso in ostaggio una famigliola.

## Produzione
Il film è stato girato alle Bahamas, nei Greenwich Studios (Ivan Tors Studios) a Miami e al Miami Seaquarium.